# Spondylosium puchellum
Spondylosium puchellum là một loài Song tinh tảo trong họ Desmidiaceae, thuộc chi Spondylosium.